# 马颈坳站
马颈坳站是位于湖南吉首市马颈坳镇的一个铁路车站，邮政编码416013。车站建于1978年，有焦柳铁路经过该站，现仅办理货运业务，不办理客运业务。车站距离月山站1083公里，隶属广铁集团，是五等站。